# Parque nacional de Phu Sa Dok Bua
El Parque nacional de Phu Sa Dok Bua (en tailandés, อุทยานแห่งชาติภูสระดอกบัว) es un área protegida del nordeste de Tailandia, en las provincias de Amnat Charoen, Mukdahan y Yasothon. Se extiende por una superficie de 231 kilómetros cuadrados y fue declarado en 1992.
La sede del parque se encuentra en el distrito de Don Tan, provincia de Mukdahan. Accidentadas sierras montañosas recorren el parque en sentido noroeste-sur-este. Phu Kra Sa es el pico más alta con 481 m s. n. m.